# Barcja
Barcja (niem. Barten, Bartenland, Barthonia, lit. i prus. Barta) – kraina historyczna oraz dawne terytorium plemienne, zlokalizowane w centralnej części Prus.

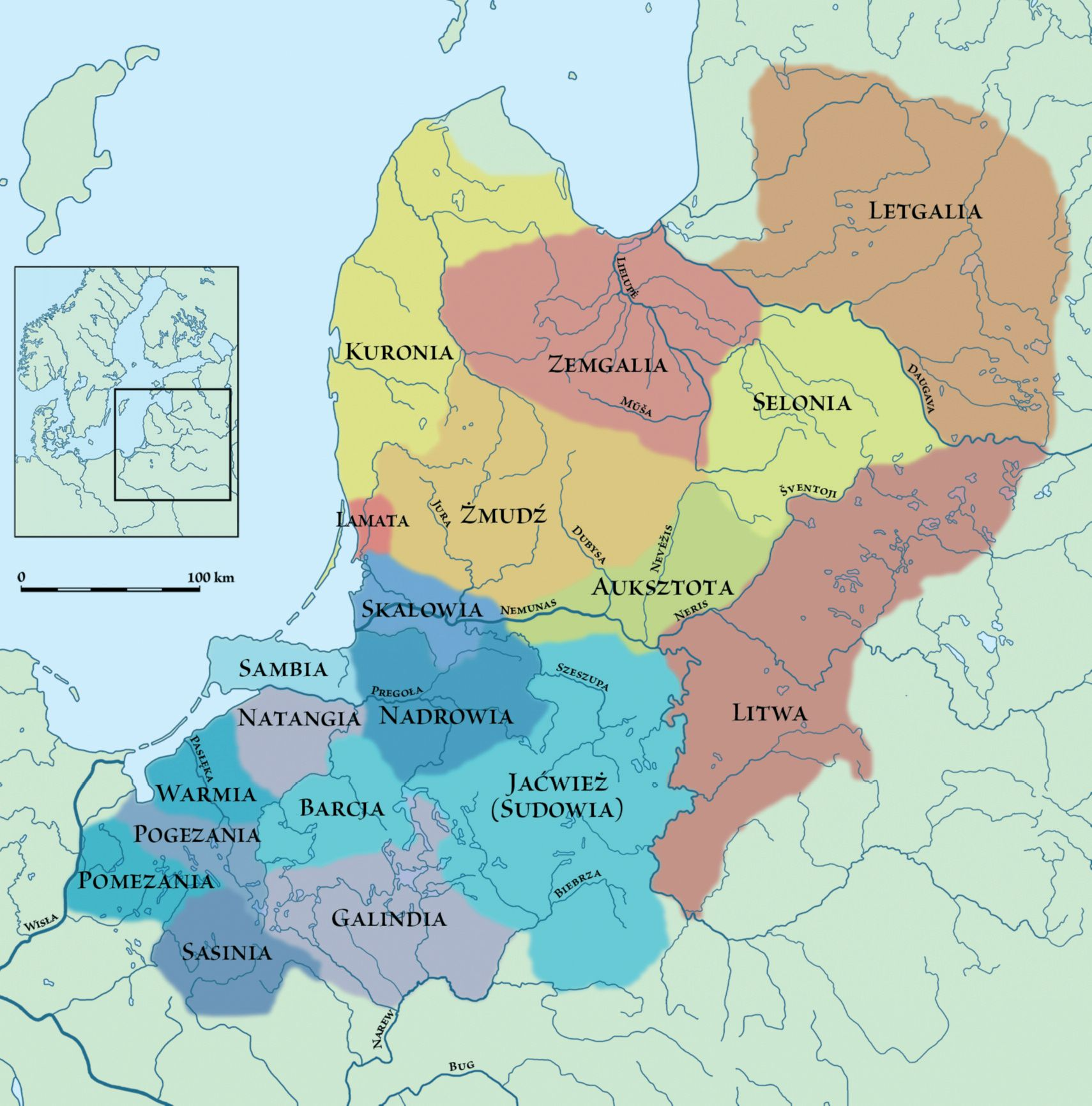
Plemiona bałtyjskie około 1200 r.

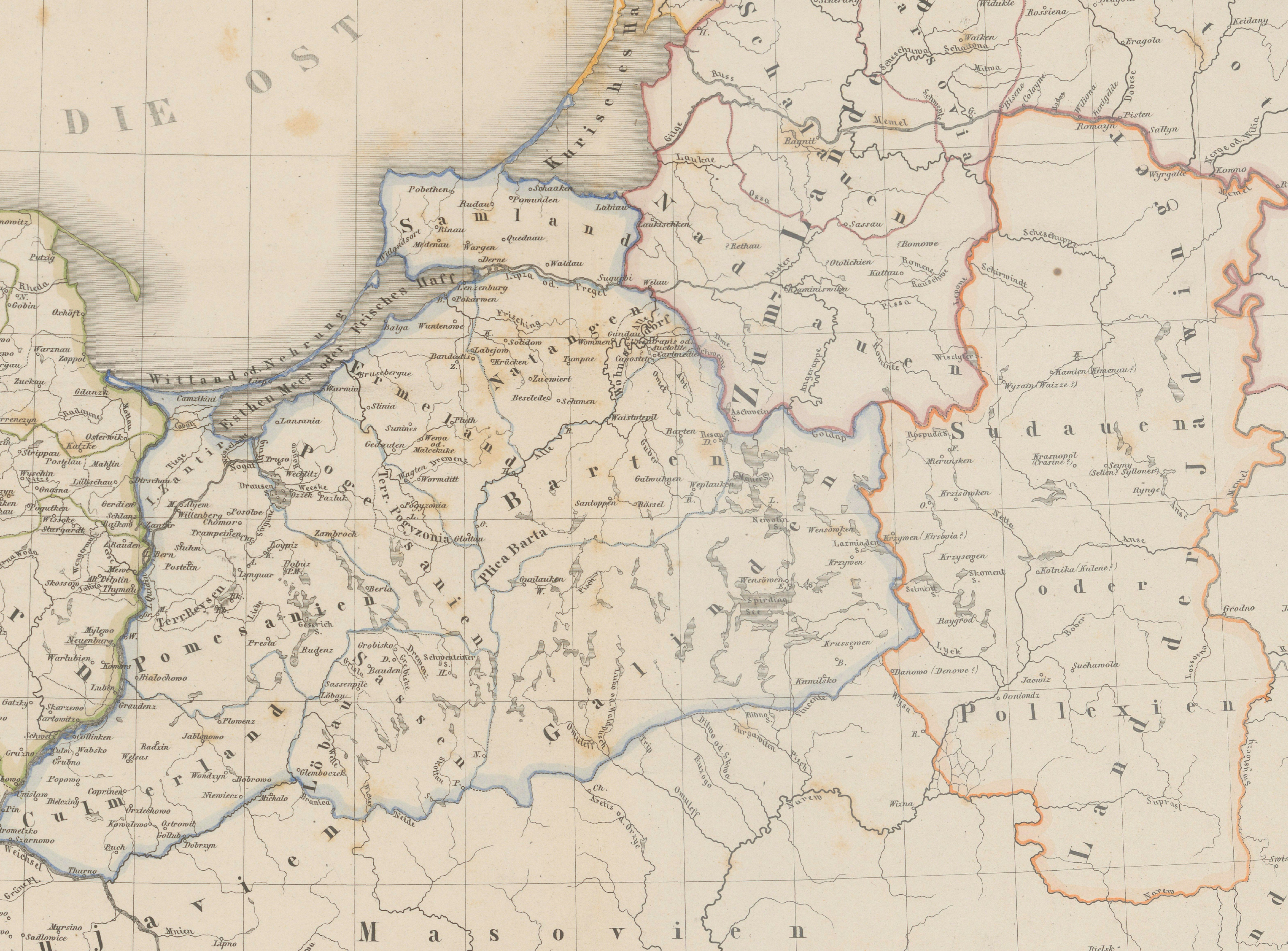
Prusy plemienne według Maxa Toeppena, 1858 r.

## Położenie
Barcja graniczyła z Galindią, Pogezanią, Warmią, Natangią oraz Nadrowią. Granica między Barcją a Natangią, Warmią i Pogezanią przebiegała wzdłuż rzeki Łyny. Natomiast granica z Galindią biegła od jeziora Oświn do jeziora Rydzówka. 
Terytorium zamieszkiwane przez Bartów pozbawione było tak dużej liczby jezior, jak ziemie zamieszkiwane na południe przez Galindów. Po stronie Barcji znajdował się gród w Bezławkach nad Dajną, a po stronie Galindii osady w rejonie jeziora Salęt i Szestna. Obie grupy plemienne oddzielały wały zbudowane w rejonie obecnych wsi Koczarki, Budziska (Budziszki) i Langanki.

## Historia

Barcja w XIII wieku na mapie Prus plemiennych

Z wykopalisk archeologicznych wynika, że kulturowo Bartowie byli bliżej związani ze strefą sambijską, a nie galindzką.

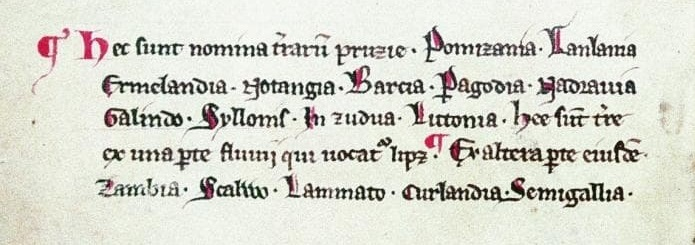
Lista ziem pruskich z duńskiego kodeksu Liber Census Daniae z ok. 1210–1231 r. Barcja jest wymieniona jako trzecia w drugim rzędzie.

Najstarsza wzmianka o Barcji znajduje się w zbiorze dokumentów Liber Census Daniae (ok. 1210–1231) duńskiego króla Waldemara II Zwycięskiego, który w 1210 r. wyprawił się do Prus i je sobie czasowo podporządkował.
Najważniejsze kronikarskie źródło jakim jest Kronika Ziemi Pruskiej Piotra z Dusburga przedstawia Bartów wyłącznie w militarnym kontekście. W Kronice Dusburga potwierdzona jest też rola barckich przywódców plemiennych: z imienia wymienia on niektóre z tych postaci, jak na przykład wodza o imieniu Diwan i nakreśla sylwetki kilku innych, jak na przykład: Girdaw oraz Numo i Dersko, którzy w 1284 r. przebywali na Litwie. Z relacji tych wynika, że Bartowie byli identyfikowalni i przynajmniej w niektórych sytuacjach łatwo odróżniano ich od innych Prusów i Litwinów. Kryteria tego rozróżnienia pozostają jednak nieznane i tylko można przypuszczać, że były to jakieś elementy stroju lub obyczaju. Z wykopalisk archeologicznych wynika, że Bartowie przystąpili po raz pierwszy do walki z Krzyżakami w 1242 r., uczestnicząc wraz z Warmami i Natangami w oblężeniu Bałgi (I powstanie pruskie). W 1248 r. Bartowie wspomagali Jaćwingów podczas najazdu na nich książąt ruskich Daniela i Wasylka. Po upadku powstania w 1249 r. rozpoczęły się najazdy krzyżackie na ziemie Bartów. Ataki Krzyżaków nastąpiły w latach 1251–1252, gdy kolejnych najazdów dokonali: margrabia branderburski Otto III, biskup Merseburga Henryk I i hrabia von Schwarzburg. Ich następstwem było opanowanie całego terytorium i wybudowanie na jego obszarze zamków: Bartoszyce, Reszel i Wiesenburg.
W 1260 r. w efekcie klęski Zakonu w bitwie pod Durben w Kurlandii, doszło do wybuchu II powstania pruskiego, które trwało do 1273 r. Na terenie Barcji oddziałami powstańców dowodził wódz Diwan. Rozpoczęło się długotrwałe oblężenie przez Prusów zamków Bartoszyce (4 lata), Gierdawy, Weistotepila nad Gubrem, Wallewona (przez 3 lata) oraz spalenie Reszla przez uciekających Krzyżaków. Po stłumieniu powstania, ziemia Bartów została włączona do państwa zakonu krzyżackiego.
Dawne ziemie plemienne Bartów zostały podzielone między nowo powstałe jednostki terytorialne państwa zakonnego, przy czym część z nich stała się dominium biskupów warmińskich (co jest o tyle istotne, że dokładnie opisano jego granicę, powtarzającą na pewnym odcinku przebieg dawnego pogranicza barcko-galindzkiego), część podlegała komturii w Bałdze, inna komturii w Królewcu, a kolejna – komturii w Pokarminie. Niemniej jednak jeszcze na początku XIV w. część dawnych barckich włości pozostawała opustoszała (np. Wopławki nazwane przez Dusburga „odludnym miejscem w ziemi Bartów”).

## Miasta
Do miast leżących współcześnie na terenie Barcji należą:
| Lp. | Miasto             | Populacja | Powierzchnia | Jednostka administracyjna       |
| --- | ------------------ | --------- | ------------ | ------------------------------- |
| 1.  | Kętrzyn            | 27 629    | 10,35 km²    | województwo warmińsko-mazurskie |
| 2.  | Bartoszyce         | 23 810    | 11,79 km²    | województwo warmińsko-mazurskie |
| 3.  | Lidzbark Warmiński | 15 877    | 14,4 km²     | województwo warmińsko-mazurskie |
| 4.  | Reszel             | 4615      | 3,82 km²     | województwo warmińsko-mazurskie |
| 5.  | Korsze             | 4121      | 4,03 km²     | województwo warmińsko-mazurskie |
| 6.  | Prawdinsk          | 4045      | 10 km²       | obwód królewiecki               |
| 7.  | Jeziorany          | 3258      | 3,41 km²     | województwo warmińsko-mazurskie |
| 8.  | Żeleznodorożnyj    | 2641      | 10 km²       | obwód królewiecki               |
| 9.  | Bisztynek          | 2417      | 2,16 km²     | województwo warmińsko-mazurskie |
| 10. | Sępopol            | 1970      | 4,63 km²     | województwo warmińsko-mazurskie |

### Miasta zdegradowane
Do miast Barcji (które jednak z różnych przyczyn utraciły status miasta) należą również:
| Lp. | Dawne miasto | Populacja | Prawa miejskie | Degradacja | Jednostka administracyjna       |
| --- | ------------ | --------- | -------------- | ---------- | ------------------------------- |
| 1.  | Srokowo      | 1385      | 1405 r.        | 1945 r.    | województwo warmińsko-mazurskie |
| 2.  | Barciany     | 1154      | 1628 r.        | 1945 r.    | województwo warmińsko-mazurskie |
| 3.  | Kryłowo      | 785       | 1407 r.        | 1945 r.    | obwód królewiecki               |
| 4.  | Drużba       | 440       | 1400 r.        | 1945 r.    | obwód królewiecki               |